# The Crown
The Crown es una banda de heavy metal proveniente de Trollhättan, Suecia. Se separaron en 2004 pero volvieron a reunirse en 2009, ahora con un nuevo vocalista.

## Historia
Originalmente, la banda se llamaba Crown of Thorns pero se vieron obligados a cambiarse el nombre debido a que ya había una banda con el mismo nombre antes que ellos. Tanto su música como sus letras están inspiradas en la muerte, antirreligión y rebelión. Ellos combinaban un estilo death metal con elementos de thrash metal logrando así un sonido más rápido, violento y sucio. La banda se separó en el año 2004, después de esto, el vocalista Lindstrand formó One Man Army and the Undead Quartet, Tervonen formó Angel Blake, inspirado en una canción de Danzig, junto con Saarenpää en la batería, Sunesson es ahora miembro de la banda de metal alternativo Engel y Olsfelt es miembro ahora de una banda llamada Stolen Policecar.
En el 2008 casi toda la alineación, excepto Lindstrand formaron una nueva banda, junto con Andreas Bergh (Deathstars, ex Swordmaster) llamada Dobermann. Poco después Bergh salió de la banda y fue reemplazado por Jonas Stålhammar y en diciembre de 2009, la banda decidió cambiar su nombre para formar nuevamente el proyecto "The Crown".

## Integrantes

### Miembros actuales
- Marko Tervonen - Guitarra (1990-2004, 2009-)
- Robin Sörqvist - Guitarra (2013-)
- Magnus Olsfelt - Bajo (1990-2004, 2009-)
- Johan Lindstrand - Voz (1990-2001, 2002-2004, 2011-)
- Henrik Axelsson - Batería (2016-)

### Miembros anteriores
- Marcus Sunesson - Guitarra (1993-2004)
- Robert Österberg - Guitarra (1990-1993)
- Tomas Lindberg - Voz (2001-2002)
- Jonas Stålhammar - Voz (2009 -2011)
- Janne Saarenpää - Batería (1990-2004)

## Discografía

### Demos
- Forever Heaven Gone - (1993)
- Forget the Light - (1994)

### Álbumes
- The Burning - (1995 como Crown of Thorns)
- Eternal Death - (1997 como Crown of Thorns)
- Hell Is Here - (1999)
- Deathrace King - (2000)
- Crowned in Terror - (2002)
- Possessed 13 - (2003)
- Crowned Unholy - (2004)
- Doomsday King - (2010)
- Death is not Dead - (2014)
- Cobra Speed Venom - (2018)

### Otras apariciones
- Sepulchral Feast: A Tribute to Sepultura con la canción "Arise" (1998)

## Videografía

### DVD
- 14 Years of No Tomorrow - (2006), 3 DVD con un documental y presentaciones en vivo